# Gamasiphoides octosetae
Gamasiphoides octosetae är en spindeldjursart som beskrevs av Wolfgang Karg 1976. Gamasiphoides octosetae ingår i släktet Gamasiphoides och familjen Ologamasidae. Inga underarter finns listade i Catalogue of Life.